# 新鲜音乐
新鲜音乐 （英語：Fresh Music Store）是北京菲瑞希文化传播有限公司的简称，2009年由赵涛、胡灵注册成立，除了北京总部公司外，公司还在上海、成都、太原和重庆成立分公司。公司版圖主要以艺人推广、唱片制作市場為主。

## 旗下藝人
旗下艺人见官网
| 男歌手                             | 男歌手 | 男歌手 |
| ---------------------------------- | ------ | ------ |
| 孙坚                               | 朱杰   | 李安卓 |
| 张杰                               | 王睿   | 黎奇   |
| 女歌手                             |        |        |
| 胡灵                               | 邬祯琳 | 易慧   |
| 組合&樂團                          |        |        |
| Fresh.M （贾宗超、李浩修、丁祥威） |        |        |

## 发行唱片
- 胡灵《待续...》《致亲爱的女孩》《流言》
- 小宇宙《I NEED YOU》
- 丁祥威《丁祥威》《遇见优雅的丁祥威》
- 邬祯琳《琳俊杰》《17》《恋恋祯琳》
- 张杰《下一个章节》《小丑与英雄》
- Fresh.M 《She Knows》
- 贾总超《怀念·再见》

## 旗下品牌
- 成都大可文化传播公司
- 山西星典文化传媒公司
- 上海新鲜文化传媒公司
- 重庆新鲜文化传媒公司

## 制作节目
- 厦门卫视《新鲜音乐》
- 乐视网《我为校花狂》